# Lucio Neracio Marcelo
Lucio Neracio Marcelo (en latín: Lucius Neratius Marcellus) fue un político y militar romano del Ordo senatorius, cuya dilatada carrera se desarrolló bajo los imperios de Vespasiano, Tito, Domiciano, Nerva, Trajano y Adriano.

## Origen y familia
Natural de Saepinum (Sepino, Italia), era hijo del consular Lucio Neracio Prisco y hermano del importante jurista Lucio Neracio Prisco. 

## Carrera
Conocemos su carrera gracias a una inscripción de Saepinum , su lugar de origen:

[L(ucio) Neratio M(arci) f(ilio) Vol(tinia) Marcello co(n)s(uli) II]

[XVvi]r(o) s[acris faciundis --- leg(ato) pr(o) pr(aetore)]

[div]i Traian[i Aug(usti) prov(inciae) Britanniae curat(ori) aquar(um)]

urbis pr(aetori) trib(uno) m[il(itum) leg(ionis) XII Fulminat(ae) salio Palat(ino) quaest(ori)] 4

Aug(usti) curatori a[ctorum senatus adlecto inter patric(ios) ab divo]

Vespasiano III[vir(o) a(ere) a(rgento) a(uro) f(lando) f(eriundo)]

Domitia L(uci) [f(ilia) Vettilla uxor]

Comenzó su cursus honorum como Triunviro monetal, dentro del vigintivirato a comienzos del imperio de Vespasiano, siendo beneficiado por ese emperador, junto con su padre y su hermano, con una adlectio inter patricios, para pasar a ser inmediatamente cuestor de Augusto, a las órdenes directas del emperador, posiblemente Tito, y miembro del sacerdocio de los salios; aunque su rango patricio podía permitirle eludir servicios de armas, prefirió ser destinado como tribuno laticlavio a la Legio XII Fulminata en su base de Melitene en la provincia romana de Capadocia.
De vuelta a Roma, ya bajo Domiciano, fue designado pretor y al terminar este puesto se le designó para el cargo de Curator Aquarum Vrbis, es decir, encargado de supervisar el funcionamiento de los acueductos de Roma y garantizar el suministro de agua potable a la Urbe. Sus buenos servicios fueron premiado con el cargo de consul sufecto entre el 13 de enero y el 30 de abril de 95, junto con Tito Flavio Clemente.
En 101, está atestiguado que poseía importantes propiedades cerca de Benevento.
Como gozaba de gran influencia entre sus coetáneos y mantuvo una íntima amistad con el escritor Plinio el Joven, su valía y la influencia de su hermano el jurista permitieron que Trajano lo designase gobernador de la provincia de Britania a partir de 103, sucediendo probablemente en el puesto a Tito Avidio Quieto. A petición de Plinio, nombró durante su gobierno en Britania a Suetonio como tribuno laticlavio, sin embargo, este rechazó el puesto. Modernos historiadores han teorizado que durante su gobierno se produjeron disturbios por la zona norte de la isla, que acabaron traduciéndose en el establecimiento de la frontera que constituyó el Stanegate.
En 111-112, posiblemente fue enviado como procónsul a la provincia romana de Africa y poco después fue nombrado miembro del colegio de los XV viri Sacris Faciundis.
Fue designado consul ordinarius del año 129, junto con Publio Juventio Celso Tito Aufidio Hoenio Severiano, quien también ejercía su segundo consulado, ya bajo Adriano.